# Ciprian Vasilache
Ciprian Vasilache (ur. 14 września 1983 w Baia Mare, Rumunia) – rumuński piłkarz, grający na pozycji pomocnika.

## Kariera piłkarska

### Kariera klubowa
W 2002 rozpoczął karierę piłkarską w klubie Gloria Bystrzyca, skąd na początku 2004 roku przeniósł się do Rapidu Bukareszt, w którym grał przez trzy lata. W rundzie jesiennej sezonu 2004/05 ponownie występował w Glorii, ale na zasadach wypożyczenia. W styczniu 2007 przeszedł do Pandurii Târgu Jiu. Następnie bronił barw klubów FCM Târgu Mureș, Gaz Metan Mediaș i Bihor Oradea. W lipcu 2013 został piłkarzem ukraińskiej Worskły Połtawa. 10 stycznia 2014 za obopólną zgodą kontrakt został anulowany.

## Sukcesy i odznaczenia

### Sukcesy klubowe
- wicemistrz Rumunii: 2006
- zdobywca Pucharu Rumunii: 2006